# Drachenwand
Drachenwand är ett stup i Österrike.   Det ligger i förbundslandet Oberösterreich, i den centrala delen av landet, 230 km väster om huvudstaden Wien. Drachenwand ligger 1 176 meter över havet. Närmaste större samhälle är Mondsee, 5 km norr om Drachenwand. Drachenwand ligger på berget Schober.